# 河内長野市立東中学校
河内長野市立東中学校（かわちながのしりつ ひがしちゅうがっこう）は、大阪府河内長野市にある公立中学校。
従来の河内長野市立天見中学校・河内長野市立三日市中学校の2校が合併して、1970年に創立した。環境教育に力を入れ、1998年に改定された制服はペットボトルの循環再生による生地を採用している。リサイクル生地を活用した制服の導入は、日本全国の学校でも最も早い時期に導入されたものの一つとなっている。2020年より50周年を突破した。

## 東中学校の歴史
昭和45年6月1日。天見中学校と三日市中学校が合併し、河内長野市立東中学校創立。
初代校長に中谷幸雄。
新校舎完成まで天見分教場、三日市分教場にて学校を運営。
昭和46年6月1日。学校統合により、東中学校川上文教所が発足。
新校舎完成まで、分教場にて学校を運営
昭和46年9月1日。東中学校天見分教場、
川上分教場、三日市教場を統合。
新校舎竣工式及び開校式を挙行。
昭和47年12月20日。屋内体育館完成。
昭和50年4月1日。第2代校長に、福井繁。
昭和55年4月1日。第3代校長に、西野安弘。
昭和55年12月3日。10周年記念誌発行。
昭和56年4月1日。加賀田中学校が分離開校。
昭和58年4月1日。第4代校長に、南義昭。
昭和59年4月1日。第5代校長に、坂部登。
昭和63年4月1日。第6代校長に、谷口武史。
昭和63年9月9日。体育館裏斜面が、大規模崩落。
平成3年4月1日。第7代校長に、水元昌一。
平成3年8月31日。屋内運動場改造工事完了。
平成4年8月31日。パソコン教室完成。
平成6年9月30日。第1期校舎大規模改造工事完了。
平成7年10月29日。合唱部、全日本合唱コンクール銀賞受賞。
平成8年9月27日。第2期校舎大規模改造工事完了。
平成9年4月1日。第8代校長に、中野元。
平成11年8月31日。南館大規模改造工事及び耐震強化工事完了。
平成11年11月11日。人権教育発表会開催。
平成12年4月1日。第9代校長に、井上洋一。
平成12年12月9日。30周年記念式典挙行。
平成13年4月1日。第10代校長に、植村元雅。
平成14年9月11日。体育館大規模改修完了。
平成15年1月7日。プール第一期改修完了。
平成17年4月1日。第11代校長に、志摩和雄。
平成18年4月1日。第12代校長に、和田栄。
平成21年4月1日。第13代校長に、井関和弘。
平成24年4月1日。第14代校長に、西田哲。
平成25年4月1日。第15代校長に、宮嶋良通。
平成25年9月。第一棟校舎耐震工事完了。
平成27年4月1日。第16代校長に、小松久芳。
平成30年8月。教室エアコン設置完了。
平成31年4月1日。第17代校長に、坂本由美。
令和4年4月1日。第18代校長に、内本年昭。

## 歴代校長
| 代 | 名前     | 就任       | 辞任      |
| -- | -------- | ---------- | --------- |
| 1  | 中谷幸雄 | 1971年4月  | 1975年4月 |
| 2  | 福井繁   | 1975年4月- | 1980年4月 |
| 3  | 西野安弘 | 1980年4月  | 1983年4月 |
| 4  | 南義昭   | 1983年4月  | 1984年4月 |
| 5  | 坂部登   | 1984年4月  | 1988年4月 |
| 6  | 谷口武志 | 1988年4月  | 1991年4月 |
| 7  | 水元昌一 | 1991年4月  | 1997年4月 |
| 8  | 中野元   | 1997年4月  | 2000年4月 |
| 9  | 井上洋一 | 2000年4月  | 2001年4月 |
| 10 | 植村元雄 | 2001年4月  | 2005年4月 |
| 11 | 志摩和雄 | 2005年4月  | 2006年4月 |
| 12 | 和田栄   | 2006年4月  | 2009年4月 |
| 13 | 井関和弘 | 2009年4月  | 2012年4月 |
| 14 | 西田哲   | 2012年4月  | 2013年4月 |
| 15 | 宮嶋良通 | 2013年4月  | 2015年4月 |
| 16 | 小松久芳 | 2015年4月  | 2019年4月 |
| 17 | 坂本由美 | 2019年4月  | 2022年4月 |
| 18 | 内本年昭 | 2022年4月  | 現職      |

## 沿革
- 1970年6月1日 - 河内長野市立東中学校を創立。新校舎完成まで旧学校を分教場とする。
- 1971年9月1日 - 現在地に新校舎を竣工、移転。新校舎竣工式および開校式を挙行。
- 1981年4月1日 - 河内長野市立加賀田中学校を分離

## 通学区域
- 河内長野市立三日市小学校、河内長野市立天見小学校、河内長野市立川上小学校の通学区域。

なお、天見小学校の小規模特認校制度のため、上記以外の区域からの通学者もいる。

## 交通
- 南海高野線および近鉄長野線 河内長野駅から南海バス小深線・小吹台団地線「東中学校前」バス停下車すぐ。
- 南海高野線 三日市町駅から徒歩約15分。

## 出身者
若林やすし(政治家)河内長野市議会議員。
東佳樹:日本のドラマー、パーカッショニスト。